# Aufhofen (Bruneck)

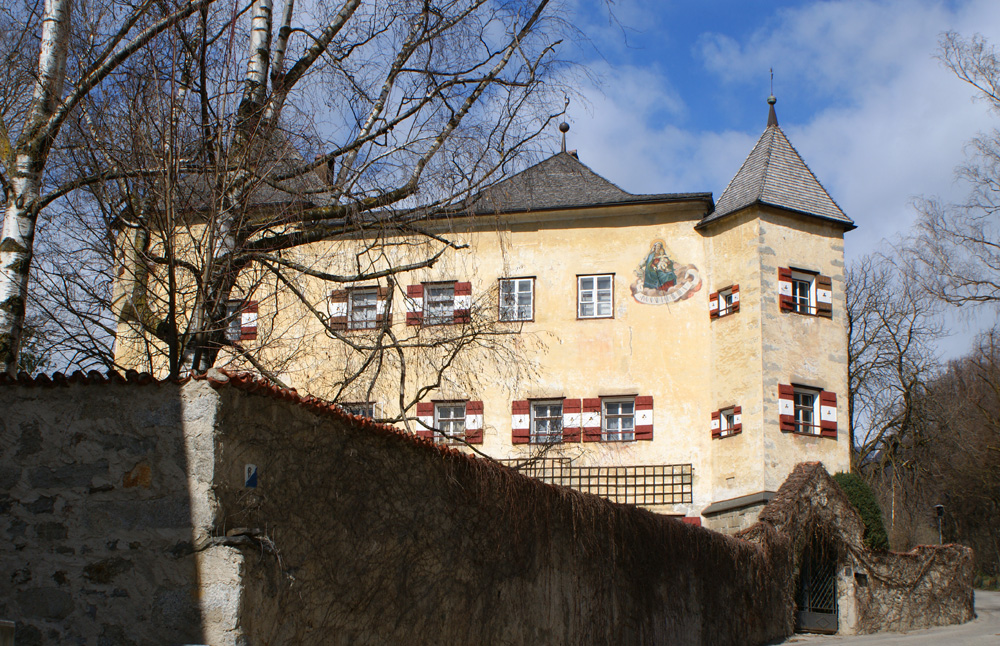
Ansitz Ansiedl (Aufhofen)

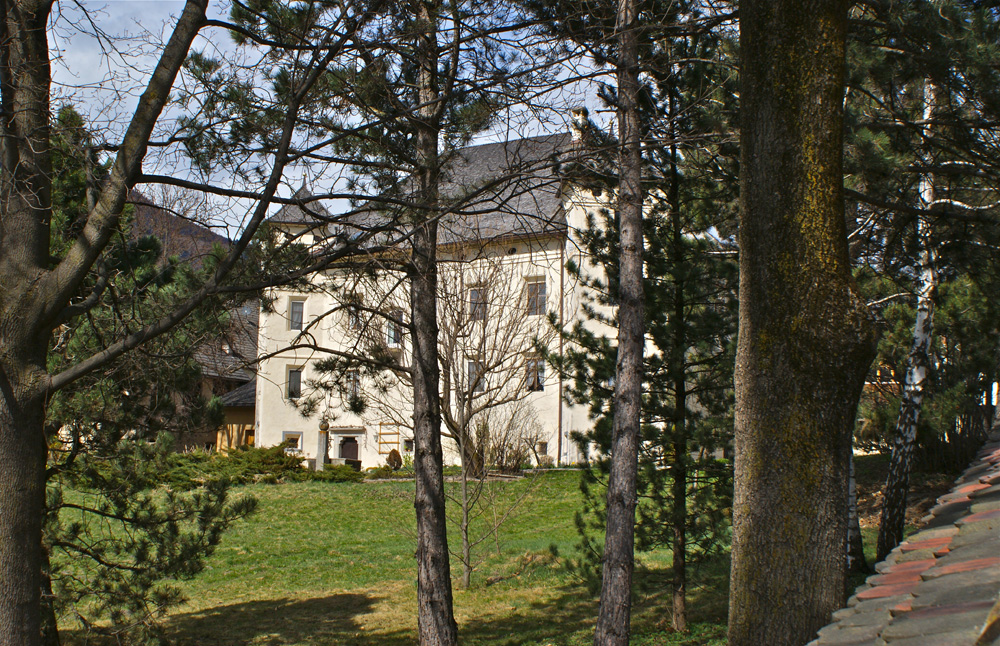
Ansitz Steinburg (Söllhaus)

Aufhofen (italienisch: Villa Santa Caterina) ist die kleinste Fraktion der Gemeinde Bruneck am Übergang vom Tauferer Tal ins Pustertal in Südtirol (Italien). Das Dorf liegt unterhalb des Aufhofner Kofels sehr sonnig an der nördlichen Berglehne des Brunecker Talkessels.

## Geschichte

### Frühzeit
Die klimatisch günstige und besonders geschützte Lage lässt vermuten, dass am Hang schon in vorgeschichtlicher Zeit Menschen in kleinen Siedlungen lebten. Ein wichtiger archäologischer Fund für die Siedlungsgeschichte des Gebietes um Aufhofen wurde im Jahr 2001 getätigt. Tierarzt Hans Mair fand bei Gartenarbeiten unterhalb der Kirche eine Feuersteinklinge. Das Material der flächig retuschierten Sichelklinge ist beigefarbene, wahrscheinlich südalpine Silex. Die Bruchkanten dieses besonders harten Gesteins sind messerscharf. Dieses Gestein war deshalb in der Altsteinzeit ein häufig verwendetes Material zur Herstellung von Werkzeug. Die Sichelklinge gilt als konkreter Hinweis auf eine bronzezeitliche Bewirtschaftung des Schwemmkegels, auf dem Aufhofen ruht, und stützt die Vermutung, dass sich der Ortskern über einer Niederlassung aus der Bronzezeit befindet.

### Mittelalter
Das Dorf Aufhofen wird zum ersten Mal in einem Dokument erwähnt, welches auf den Herzog Heinrich von Kärnten zurückgeht und auf die Jahre zwischen 985 und 989 zu datieren ist. Mit dieser Schenkungsurkunde übertrug der Herzog dem Bischof Albuin von Brixen zwei sogenannte Huben, oder Wirtschaftshöfe, eine in Aufhofen und eine weitere in St. Georgen, ebenfalls im Pustertal gelegen. Die Hube in Aufhofen wurde in der Folgezeit Verwaltungssitz des bischöflichen Amtmannes für die ausgedehnten bischöflichen Besitzungen im Pustertal. Viele Urkunden, besonders aus dem 11. und 12. Jahrhundert, zeugen von der regen Verwaltungstätigkeit der bischöflichen Beamten.
Die bischöfliche Verwaltung legte zwischen Aufhofen und Dietenheim mehrere Fischzuchtweiher an, die dem bischöflichen Küchenmeier unterstanden. Dieser hatte unter anderem die Aufgabe, die Küche in Brixen jeden Freitag mit frischem Fisch zu beliefern. In den Feldern Richtung St. Georgen liegt heute noch der Auenfischerweiher, in dem sich Karpfen tummeln.

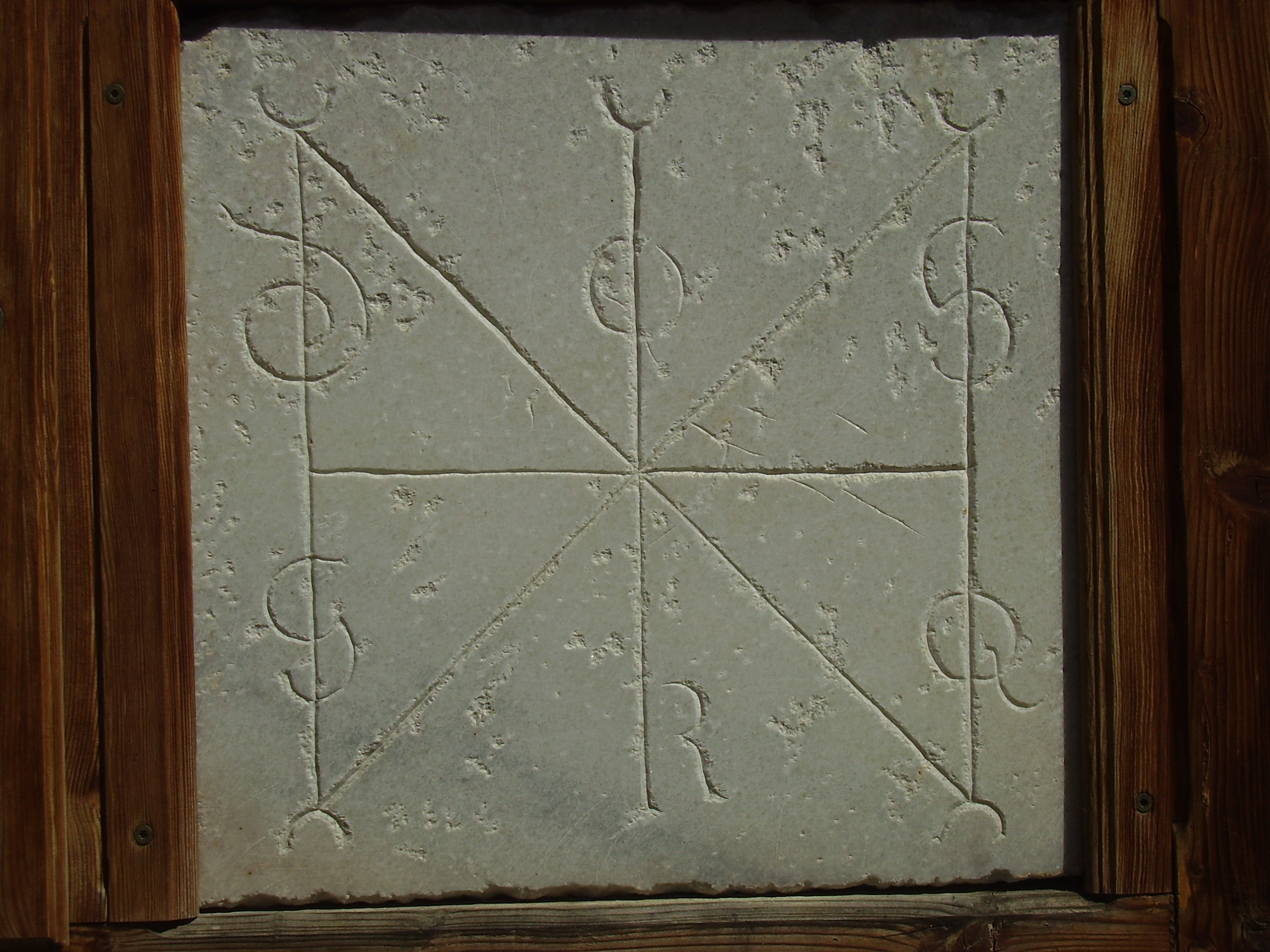
Eine Kopie der Marmorplatte von Heinrich II.

Eine Marmorplatte, auf deren Oberfläche das Handzeichen des Kaisers Heinrich II. (1014–1024) – das sogenannte Monogramm – eingemeißelt ist, wurde 1830 auf freier Flur nahe der Ortschaft gefunden. Sie wird heute im Ferdinandeum in Innsbruck aufbewahrt.
Im Sommer hielten sich die Bischöfe mit ihrem Hofstab gerne im sonnig gelegenen Dorf auf. Der Hartmannsbrunnen, an der Rückseite der Kirche gelegen, zeugt heute noch vom Aufenthalt des seligen Bischofs Hartmann (1140–1164). Der mittelalterliche Volksmund behauptete, und bis um das Jahr 1592 war es auch gemeldet, dass aus dem St. Hartmannsbrunnen heilsames Wasser sprudelt.
Ein Messkleid, heute im Diözesanmuseum Brixen aufbewahrt, lässt auch auf Besuche des Bischofs Hartmann schließen.
Am 29. Oktober 1182 logierten im Dorf mit einem Gefolge von 70 Adeligen Bischof Heinrich von Brixen und Bischof Otto von Bamberg mit seinem Bruder Berthold, dem Markgrafen von Istrien, um einen Streit über das Gut Plaiken zu schlichten. 
Im Jahre 1091 belehnte Kaiser Heinrich IV. den ihm getreuen Bischof Altwin mit der Grafschaft im Pustertal (damals: Pustrissa), die von der Mühlbacher Klause bis zum Gsieser Bach reichte. Der Bischof von Brixen, dem schon mehrere Täler im "Land im Gebirge" gehörten, wurde dadurch zudem Landesherr in seiner eigenen Diözese. Zeugnis dieser Schenkung ist wahrscheinlich ein Stein, der das Monogramm Kaiser Heinrichs IV. trägt. Dieser wurde 1834 beim Lercherbachl zwischen den Dörfern Aufhofen und Dietenheim gefunden und steht heute am Dorfplatz (das Original im Museum Ferdinandeum in Innsbruck).
Die Kaiser des Heiligen Römischen Reiches tätigten wiederholt Schenkungen an die Bischöfe von Brixen und Trient. Sie erreichten dadurch, dass der beschwerliche Alpenübergang, für ihre Romreisen strategisch wichtig, durch treue Anhänger geschützt war. 
Als Fürstbischof Bruno Graf von Kirchberg (1248 bis 1288) Schloss Bruneck erbaute, übersiedelte der bischöfliche Amtmann um 1270 in die neu gegründete und sichere Stadt. Aufhofen verlor damit seine Bedeutung als lokales Verwaltungszentrum der bischöflichen Güter. Von der einstigen Bedeutung der Ortschaft zeugen heute noch folgende Adelssitze: Schloss Aufhofen (Ansiedl), früher Sitz des bischöflichen Amtmannes, gleichzeitig bischöflicher Küchenmeierhof, Ansitz Steinburg (Söllhaus) und Ansitz Moorenfeld (das heutige Pfarrhaus). Im Dorf lebten die Adelsgeschlechter von Aufhofen, von Rost, von Söll, u. a.

### Neuzeit
1928 wurde das bis dato eigenständige Aufhofen der Gemeinde Bruneck zugeschlagen.

## Kirche
Die Kirche von Aufhofen ist sehr alt; eine Erneuerung um 1360 ist dokumentiert. Der heute bestehende Grundaufbau geht auf Umbauarbeiten des Jahres 1425 zurück. Nach diesen Arbeiten wurde die Kirche von Kardinal Nikolaus Cusanus zu Ehren der Heiligen Katharina von Alexandria geweiht.
Die Heilige Katharina ist die Patronin der Gelehrsamkeit, die um das Jahr 310 den Märtyrertod durch Enthauptung starb. Der römische Kaiser Maxentius hatte von der gläubigen Katharina Götzenopfer verlangt; Katharina weigerte sich und bestand darauf, ihr Recht und ihre besseren Argumente in einer Diskussion zu beweisen. Der Kaiser lud die 50 besten Philosophen ein, die aber allesamt gegen die kluge Argumentation Katharinas die Waffen strecken mussten und sich selbst taufen ließen. Dies erboste den Kaiser derart, dass er seine Philosophen allesamt verbrennen, Katharina aber steinigen und köpfen ließ. 
Die Kirche von Aufhofen war im 19. Jahrhundert eine Filialkirche der noch älteren Pfarrkirche des Dorfs Gais.